# Medaillenspiegel der Olympischen Winterspiele 1972
Diese Tabelle zeigt den Medaillenspiegel der Olympischen Winterspiele 1972 in Sapporo. Die Platzierungen sind nach der Anzahl der gewonnenen Goldmedaillen sortiert, gefolgt von der Anzahl der Silber- und Bronzemedaillen. Weisen zwei oder mehr Länder eine identische Medaillenbilanz auf, werden sie alphabetisch geordnet auf dem gleichen Rang geführt. Dies entspricht dem System, das vom IOC verwendet wird.
Zwei Goldmedaillen und somit keine Silbermedaille gab es im Rodel-Doppelsitzer der Männer.

## Medaillenspiegel
| Platz | Mannschaft               | Gold | Silber | Bronze | Gesamt |
| ----- | ------------------------ | ---- | ------ | ------ | ------ |
| 01    | Sowjetunion (URS)        | 8    | 5      | 3      | 16     |
| 02    | DDR (GDR)                | 4    | 3      | 7      | 14     |
| 03    | Schweiz (SUI)            | 4    | 3      | 3      | 10     |
| 04    | Niederlande (NED)        | 4    | 3      | 2      | 9      |
| 05    | Vereinigte Staaten (USA) | 3    | 2      | 3      | 8      |
| 06    | BR Deutschland (FRG)     | 3    | 1      | 1      | 5      |
| 07    | Norwegen (NOR)           | 2    | 5      | 5      | 12     |
| 08    | Italien (ITA)            | 2    | 2      | 1      | 5      |
| 09    | Österreich (AUT)         | 1    | 2      | 2      | 5      |
| 10    | Schweden (SWE)           | 1    | 1      | 2      | 4      |
| 11    | Japan (JPN)              | 1    | 1      | 1      | 3      |
| 12    | Tschechoslowakei (TCH)   | 1    | —      | 2      | 3      |
| 13    | Polen (POL)              | 1    | —      | —      | 1      |
| 0     | Spanien (ESP)            | 1    | —      | —      | 1      |
| 15    | Finnland (FIN)           | —    | 4      | 1      | 5      |
| 16    | Frankreich (FRA)         | —    | 1      | 2      | 3      |
| 17    | Kanada (CAN)             | —    | 1      | —      | 1      |
|       | Gesamt                   | 36   | 34     | 35     | 105    |